# Wil van Gogh
Willemina Jacoba (Wil) van Gogh (Zundert, 16 maart 1862 - Ermelo, 17 mei 1941) was een Nederlands feministe, lid van de familie Van Gogh en de jongste zus van kunstschilder Vincent van Gogh en kunsthandelaar Theo van Gogh. 

## Levensloop
Gedurende de eerste helft van haar leven verzorgde zij zieken. Na de dood van haar beide broers in 1890 kreeg ze een bescheiden baantje in een ziekenhuis. Daar raakte ze betrokken bij de commissie die in 1898 de Nationale Tentoonstelling van Vrouwenarbeid organiseerde. De tentoonstelling was een succes en er werd zo'n twintigduizend gulden opgehaald. Van het opgehaalde bedrag werd in 1901 het Nationaal Bureau voor Vrouwenarbeid opgericht.
Wat daarna gebeurde is onbekend, hoewel zij op 4 december 1902 werd opgenomen en later werd overgebracht naar huize Veldwijk in Ermelo, dat op dat moment fungeerde als psychiatrisch ziekenhuis. Haar diagnose bleek dementia praecox, een ziektebeeld dat destijds gelijkstond aan een doodvonnis. Ze woonde de laatste veertig jaar van haar leven in Ermelo waar ze op 17 mei 1941 overleed en werd begraven.

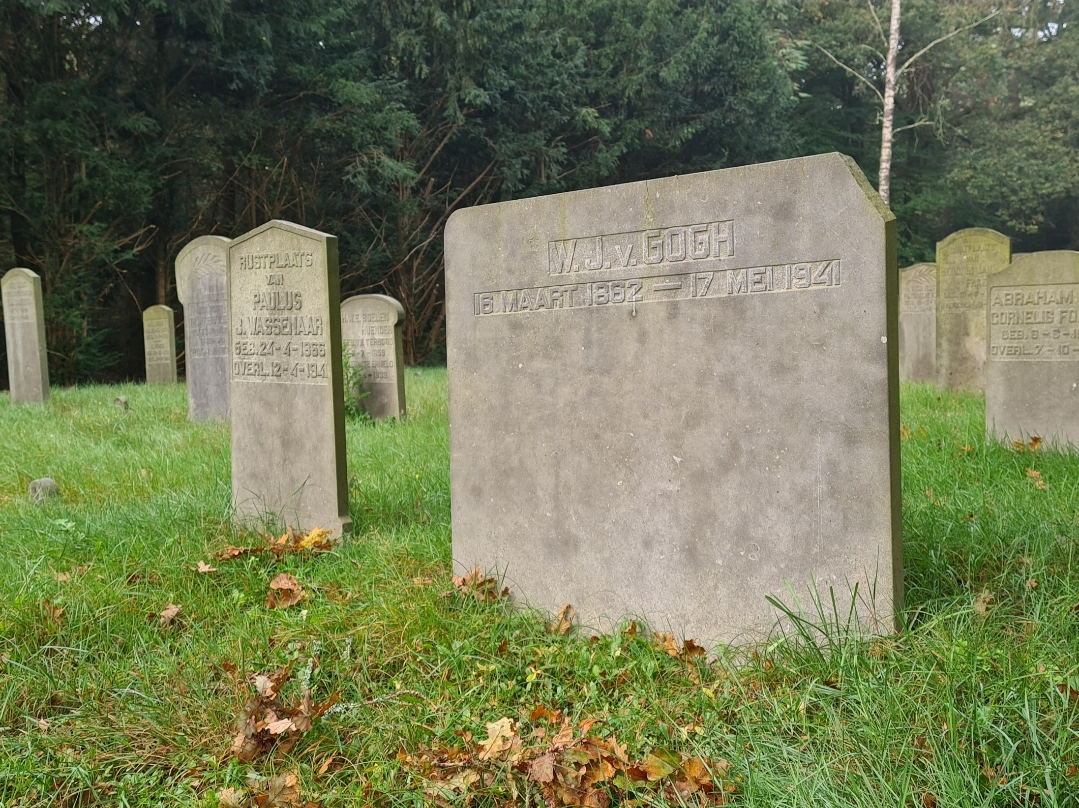
Grafsteen Wil van Gogh begraafplaats Veldwijk in Ermelo

Of zij nu psychisch ziek was of niet, is heden ten dage moeilijk aan te tonen. Luise Pusch stelde in haar in 1994 verschenen boek Schwestern berühmter Männer. Zwölf biographische Porträts dat Wil van Gogh hetzelfde lot was beschoren als veel andere zussen van bekende personen.
- Gemeinsame Normdatei: 1107804957
- International Standard Name Identifier: 0000 0004 9633 061X
- Library of Congress Control Number: nb2016016971
- Nederlandse Thesaurus van Auteursnamen: 402486250
- Système universitaire de documentation: 193902931
- Virtual International Authority File: 141146822541207382923
- WorldCat: E39PBJp9xXjcqkqhPBvcKgkqwC